# مکس ثایلر
ماکس تیلر (۳۰ ژانویه ۱۸۹۹ - ۱۱ اوت ۱۹۷۳) ویروس‌شناس آفریقای جنوبی-آمریکایی بود. وی در سال ۱۹۵۱ به‌خاطر توسعه یک واکسن برضد تب زرد برنده جایزه نوبل فیزیولوژی و پزشکی شد.